# The Best of Kiss, Volume 2: The Millennium Collection
The Best of Kiss, Volume 2: The Millennium Collection är ett samlingsalbum med Kiss, utgivet den 15 juni 2004.

## Låtlista
1. "Creatures of the Night" (Paul Stanley, Adam Mitchell) - 4:05
2. "I Love It Loud" (Gene Simmons, Vinnie Cusano) - 4:18
3. "Lick It Up" (Stanley, Vinnie Vincent) - 3:58
4. "All Hell's Breakin' Loose" (Eric Carr, Stanley, Vincent, Simmons) - 4:35
5. "Heaven's on Fire" (Stanley, Desmond Child) - 3:23
6. "Thrills in the Night" (Stanley, Jean Beauvoir) - 4:24
7. "Tears Are Falling" (Stanley) - 3:56
8. "Uh! All Night" (Stanley, Child, Beauvoir) - 4:03
9. "Crazy Crazy Nights" (Stanley, Mitchell) - 3:48
10. "Reason to Live" (Stanley, Child) - 4:01
11. "Hide Your Heart" (Stanley, Child, Holly Knight) - 4:25
12. "Forever" (Stanley, Michael Bolton) - 4:49